# Pierre Angénieux
Pierre Angénieux (14 juillet 1907 à Saint-Héand - 26 juin 1998 en Suisse) est un ingénieur-opticien et industriel français, fondateur des Établissements Pierre Angénieux.

## Biographie
Pierre Marius Angénieux est né le 14 juillet 1907 à Saint-Héand, près de Saint-Étienne en France. Il obtient le diplôme d'ingénieur des Arts et métiers à Cluny en 1928 puis, en 1929, celui d'ingénieur-opticien de SupOptique (autrefois Ecole Supérieure d'Optique) où il suit notamment le cours de conception optique d'Henri Chrétien.
Après un passage chez Pathé, il fonde d'abord à Paris en 1935, puis dans une vieille école désaffectée à Saint-Héand, une entreprise d'optique spécialisée dans le domaine cinématographique, les Établissements Pierre Angénieux. C'est au sein de celle-ci qu'il fera le choix de l'optique géométrique au détriment de l'optique physique pour le calcul des objectifs, rejoignant en cela l'« école allemande » (Carl Zeiss et Ernst Abbe). Il développe alors des méthodes de calcul qui permettent de réduire d'un facteur 10 le temps nécessaire à la conception d'un objectif.
Pierre Angénieux a pris sa retraite en 1975. Il est décédé le 26 juin 1998, à l'âge de 90 ans.

## Principales contributions

### Le rétrofocus
En 1950, il invente le révolutionnaire Rétrofocus - nom de marque devenu d'usage courant - qui, en rejetant le plan principal image (et donc le foyer) loin derrière la dernière lentille, permet de monter un objectif grand angle sur un système reflex mono-objectif.

### Les objectifs à très grande ouverture
En 1953, Pierre Angénieux parvient à repousser les limites de l'ouverture d'un objectif en mettant au point un objectif de 25 mm de focale atteignant f/0,95 d'ouverture contre f/1,4 auparavant. Cela permet d'opérer dans de très faibles conditions d'éclairage. Cet exploit lui vaut d'être choisi en 1954 par le constructeur américain Bell & Howell pour équiper ses caméras 16 mm BH 70, et ce pendant 35 ans.

### Le zoom à compensation mécanique
En 1956, s'appuyant sur ses méthodes de calcul des combinaisons optiques, il relève le défi de créer un objectif à focale variable — ou zoom — à mise au point rigoureuse et constante. Pour ce faire, un ou plusieurs groupes compensateurs se déplacent de façon non linéaire et très précisément coordonnée aux déplacements du groupe servant à modifier la distance focale (le « variateur »). Cette compensation dite mécanique permet, moyennant un mécanisme à cames très précis, la construction de zooms de haute définition et grande amplitude de variation. Le rapport, limité à 4 (17-68 mm, f/2) en 1956, atteint 10 (10-120 mm, f2.2) dès 1958 pour les caméras et en 1962 pour les objectifs photos. L'amplitude de 20 fois est atteinte en 1964. Il perfectionnera encore ses inventions avec, en 1968, un zoom à diaphragme automatique.

### L'optique spatiale
Le 31 juillet 1964, la Lune est photographiée pour la première fois par la sonde spatiale Ranger 7. Cette sonde est équipée d'une caméra RCA et d'un objectif Angénieux 25 mm f/0,95. Cette coopération de la société Angénieux avec la NASA passera par les missions Ranger, Gemini et finalement Apollo pour arriver le 21 juillet 1969 aux premiers pas de l'Homme sur la Lune avec la mission Apollo 11. Cette coopération ne s'arrête pas là : les missions Apollo, Apollo-Soyouz et celles de la navette spatiale embarquent à chaque fois des objectifs Angénieux.

## Distinctions
En 1964, Pierre Angénieux reçoit à Hollywood un Oscar pour « récompenser la découverte et la commercialisation d'un objectif zoom de rapport 10 ».
En France, il reçoit le Grand Prix des Ingénieurs Civils en 1973.
Un second Oscar, pour l'ensemble de ses travaux lui est remis en 1990 par l'Academy of Motion Picture Arts and Sciences.